# Montmartre
Montmartre es una colina de 130 metros de altura situada en la ribera derecha del río Sena, en el XVIII Distrito de París, y conocida principalmente por la cúpula blanca de la Basílica del Sacré Cœur (en español "sagrado corazón"), que está en su cumbre. Cerca, otra iglesia, la más antigua de la colina es Saint Pierre de Montmartre, fundada por la reina de Francia en el siglo XII. En la cripta de la capilla del Martyrium, ubicada en la calle Yvonne Le Tac, se fundó la orden de sacerdotes jesuitas el 15 de agosto de 1534.
El barrio fue cuna de los impresionistas, de la bohemia parisina del siglo XIX e importante teatro de batallas durante la guerra franco-prusiana y la Comuna.

## Origen del nombre
En la Crónica de Fredegario la colina era nombrada aún como "Mons Mercore" (colina de Mercurio). El topónimo Mons Martis ("Monte de Marte") sobrevivió a los tiempos Merovingios, siendo cristianizado a Montmartre. Dionisio de París, quien fue decapitado en esta colina cerca de 272 d. C., era el Obispo de París y es el Santo patrono de Francia. Fundó en Francia muchas iglesias y fue martirizado junto a Rústico y Eleuterio, durante la persecución de Aureliano. Según creen algunos, es en Montmartre (mons Martyrum), o en el sur de la Isla de la Cité, según otros, donde se eleva, en la actualidad, la ciudad de Saint-Denis (San Dionisio) lugar en el que fueron condenados a muerte.

### Significado religioso
El significado religioso de la colina es aún más antigua, y se sugiere que era un lugar sagrado druídico porque era el punto más alto en el área. No hay evidencia arqueológica que soporte esta teoría.
En los siglos XVIII y XIX, hubo una gran cantidad de minas de yeso en Montmartre. Un diente fósil encontrado en una de estas minas fue identificado por Georges Cuvier como un equino extinto, que llamó Palaeotherium, el "animal antiguo". Su esquema de todo el animal mostrado en 1825 fue acompañado de un esqueleto descubierto más tarde.

## Historia

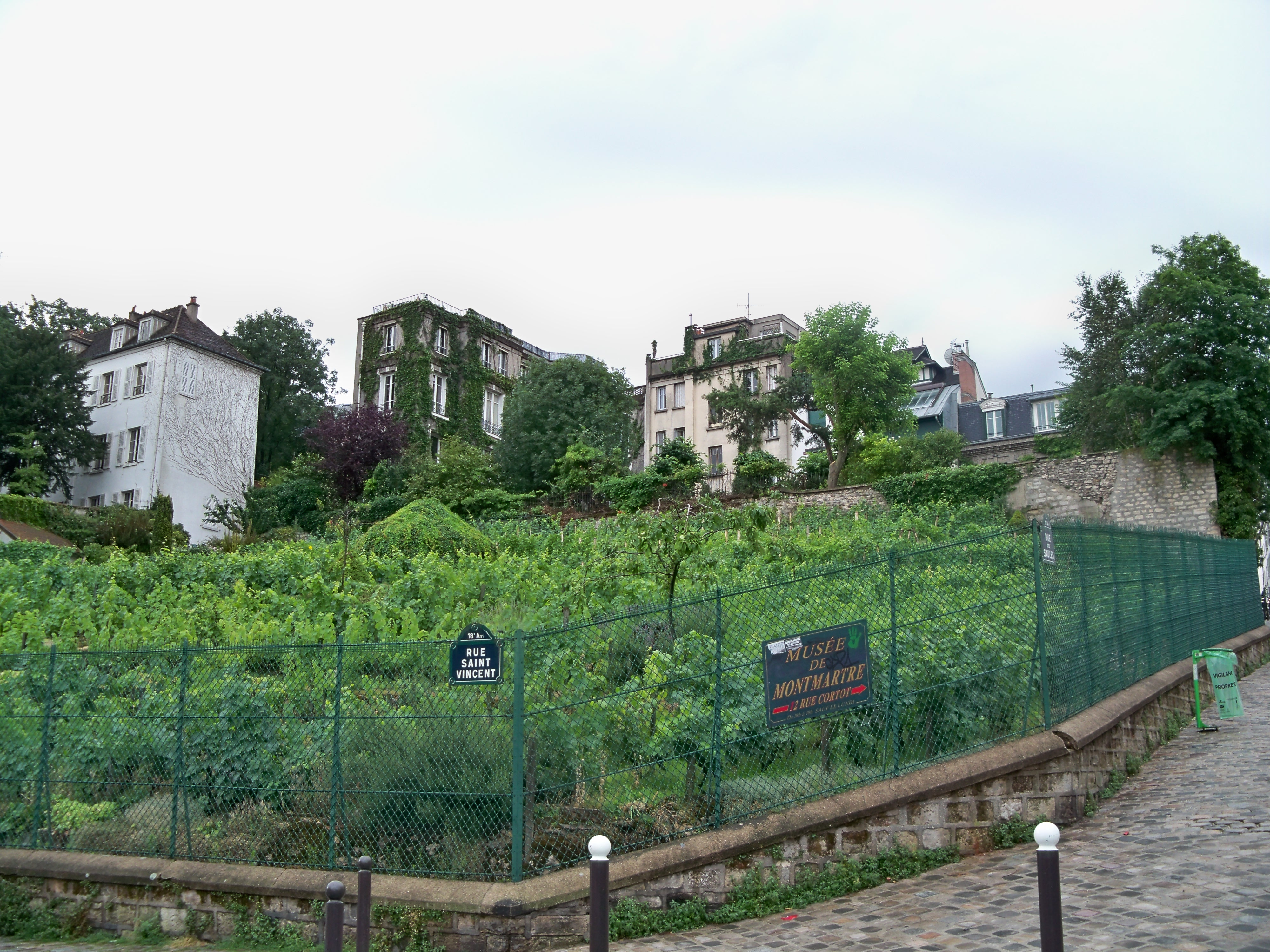
Las viñas de Montmartre.

De origen romano, se mencionó por vez primera con ocasión del martirio de San Dionisio, quien fue el primer obispo de Lutecia ('París'), en el área donde ahora se levanta la basílica del mismo nombre. Llamada en un principio Mons Martyrium ('El monte de los mártires'), en la Edad Media fue una zona de conventos, y en 1589 Enrique IV se hospedó aquí durante el asedio a la capital francesa, en las Guerras de Religión.
Durante la Revolución francesa, los conventos del municipio fueron destruidos y en 1871 fue escenario de la lucha de la Comuna. Antes de ser incorporado a la municipalidad de París, Montmartre tenía numerosos viñedos, trigales y pastos para la crianza de ovejas.

### La comuna de Montmartre

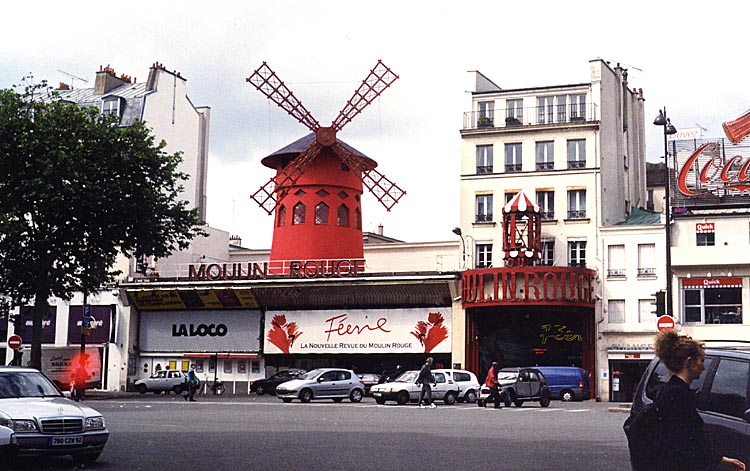
El Moulin Rouge en el año 2002.

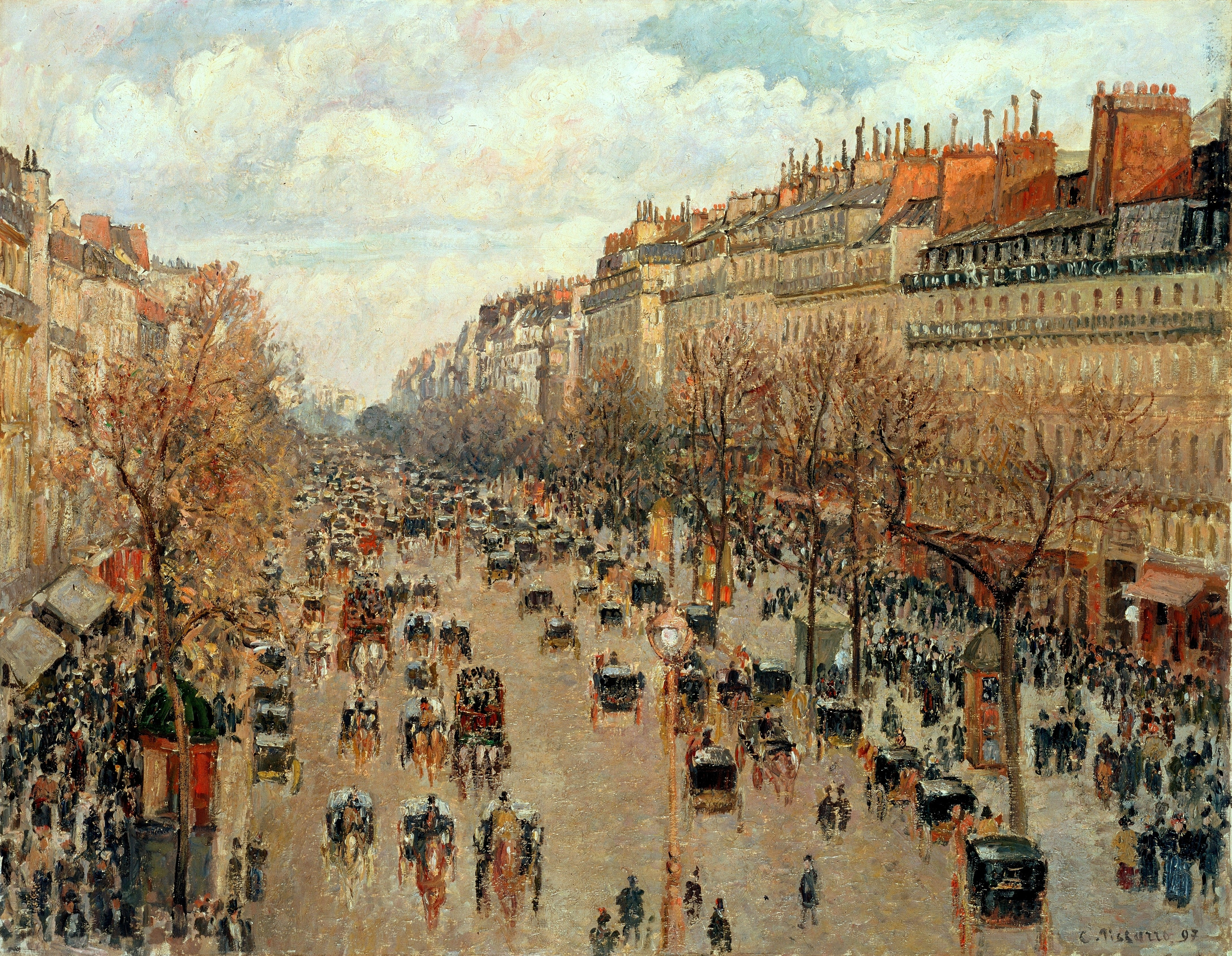
Boulevard Montmartre (1897), pintura de Camille Pissarro que representa el camino que lleva a Montmartre visto desde su habitación de hotel.

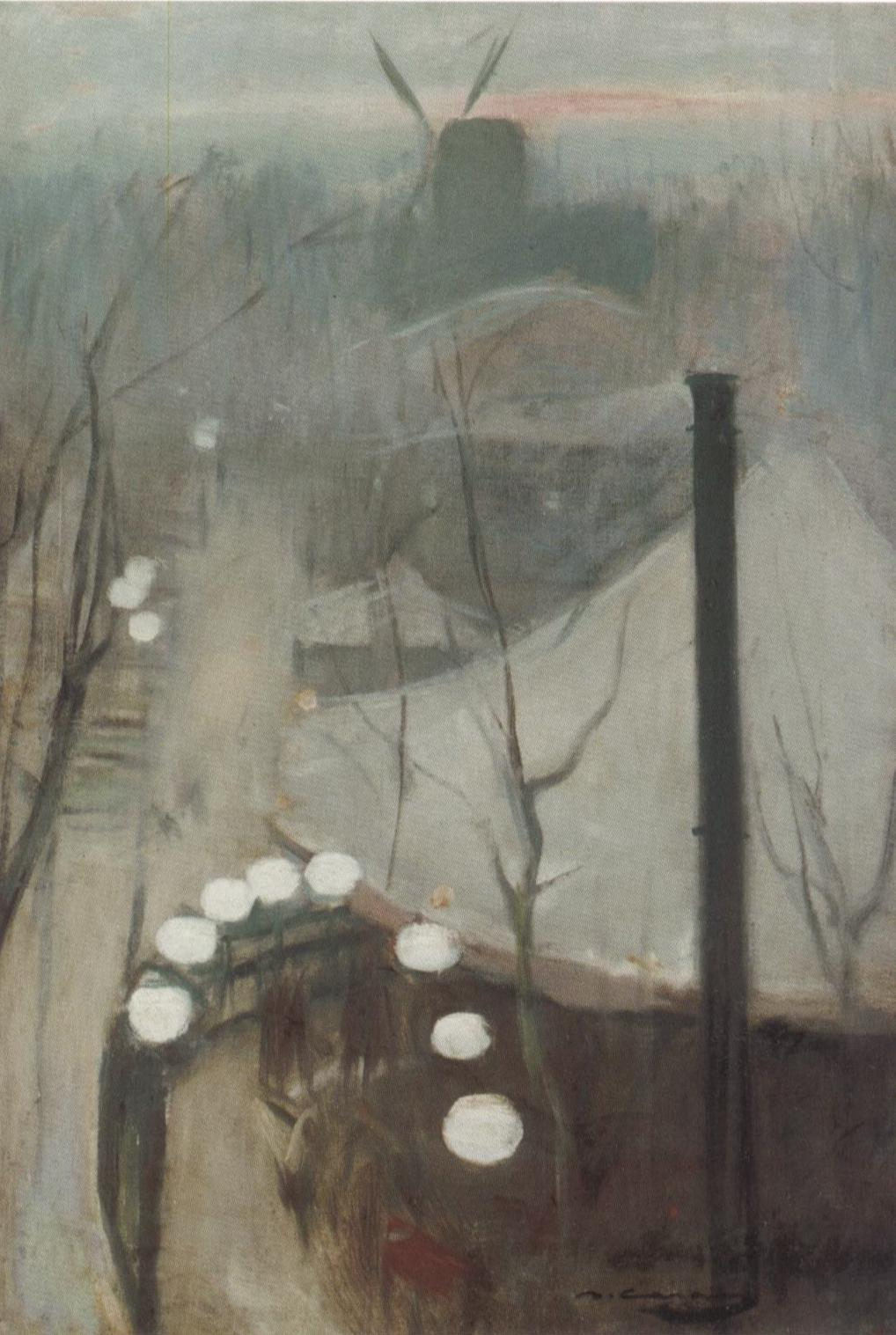
Montmartre (1890-91), pintura de Ramón Casas.

Montmartre es una antigua comuna francesa del departamento del Sena. Fue anexada en 1860 por París. Desde entonces, su territorio constituye esencialmente el XVIII Distrito de París, salvo una fracción que fue atribuida a la comuna de Saint-Ouen.
En la actualidad, es un barrio comercial donde se alojan diversos cafés, restaurantes como el Café des 2 Moulins y cabarets como el Moulin Rouge y el Lapin Agile. El Barrio se prolonga de Place Pigalle hasta la Iglesia de Sacré Coeur. En él también se encuentra el famoso cementerio de Montmartre.

### SigloXIX
Cuando Napoleón III y su planificador de la ciudad, el Barón Haussmann, planearon hacer de París la ciudad más bella en Europa, su primer paso fue la concesión de grandes extensiones de tierra cerca del centro de la ciudad de Haussmann amigos y patrocinadores financieros. Esto llevó a los habitantes originales de los bordes de la ciudad - a los distritos de Clichy, La Villette, y la colina con una vista de la ciudad, de Montmartre.
| 1 146 | 628 | 438 | 2 206 | 4 571 | 6 847 | 7 802 | 14 710 | 23 112 | 36 450 |
| Para los censos de 1962 a 1999 la población legal corresponde a la población sin duplicidades (Fuente: INSEE [Consultar]) |     |     |       |       |       |       |        |        |        |

Los rusos ocuparon Montmartre cuando invadieron París. Ellos usaron la altura de la colina para el bombardeo de artillería de la ciudad.
Hay un memorial en uno de los restaurantes de Montmartre, que dice:

El 30 de marzo 1814 - aquí los cosacos lanzaron por primera vez su famoso "Bistro" y por lo tanto en esta cumbre se produjo el antepasado digno de nuestros Bistros.

LE 30 MARS 1814

LES COSAQUES LANCÈRENT ICI

EN PREMIER, LEUR TRES FAMEUX "BISTRO"

ET, SUR LA BUTTE, NAQUIT AINSI

LE DIGNE ANCÊTRE DE NOS BISTROTS.

180eme ANNIVERSAIRE

SYNDICAT D'INTIATIVE DU VIEUX MONTMARTRE

El origen de la palabra Bistró es dudoso y lleva a disputas. Una de las versiones menciona que su origen puede provenir del ruso: быстро (IPA: [bɨstrə]) (bwystra!) que significa 'rápido'. Según parece los soldados rusos que ocuparon Francia tras las Guerras Napoleónicas se dirigían frecuentemente a los civiles franceses en los restaurantes demandando la comida rápida: "¡быстро!, 'быстро!", de esta forma la palabra se convirtió en un neologismo: Bistro. Pero varios lingüistas franceses no aceptan esta etimología porque sorprendentemente no se encuentra esta palabra hasta fines del siglo XIX.

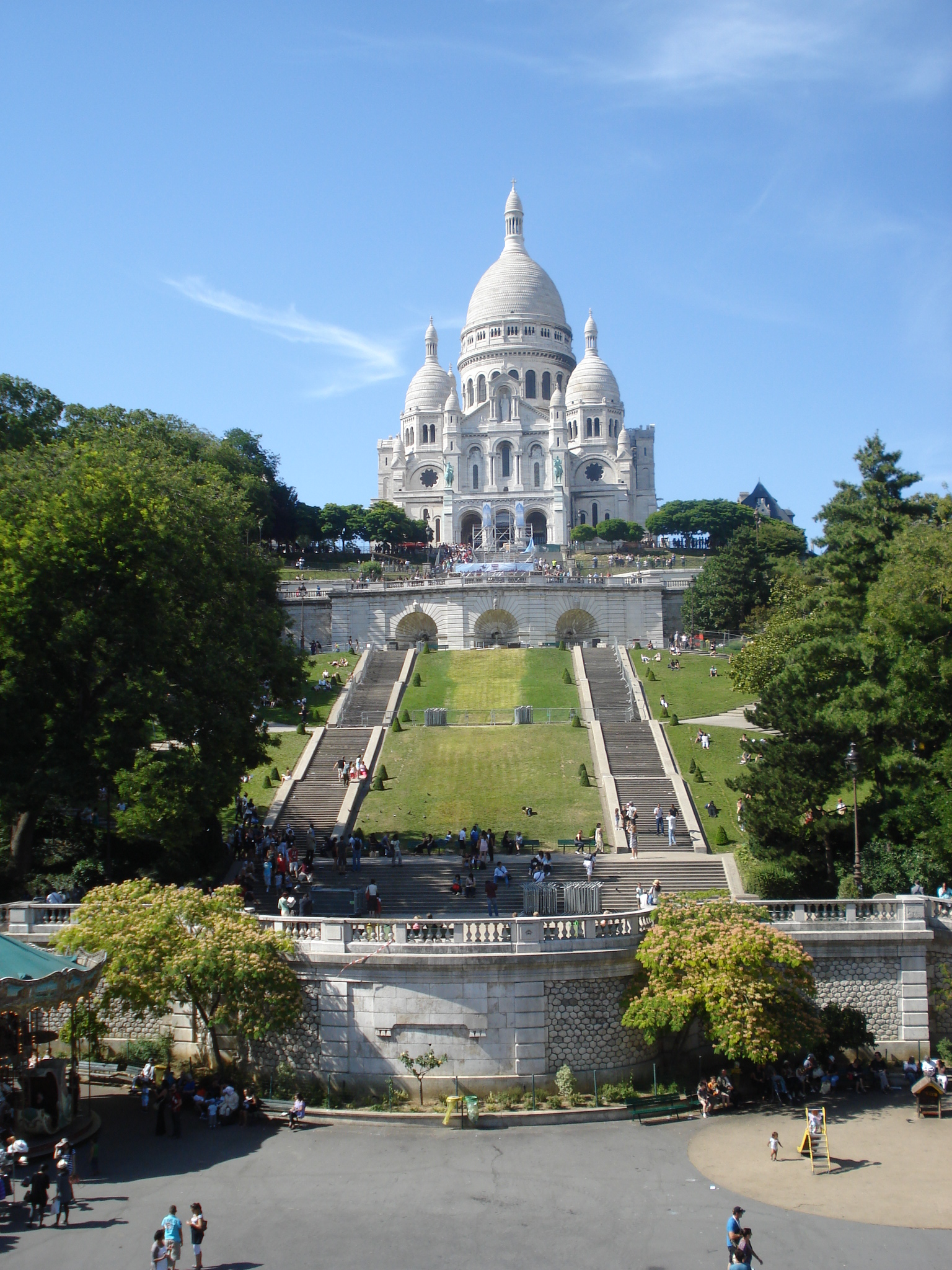
Basílica del Sagrado Corazón.

Desde que Montmartre estaba fuera de los límites de la ciudad, libre de impuestos de París y sin duda también por el hecho de que las monjas locales procedieron a la vinificación, la colina se convirtió rápidamente en un área de consumo popular. El área se convirtió en un centro de entretenimiento de libre circulación y decadente a finales del siglo XIX y principios del siglo XX. En los cabarets populares de Moulin Rouge y en Le Chat Noir, artistas, cantantes y artistas intérpretes o ejecutantes aparecido regularmente como Yvette Guilbert, Marcelle Lender, Aristide Bruant, La Goulue, Georges Guibourg, Mistinguett, Fréhel, Jane Avril, Damia y otros.
La Basílica del Sacré Cœur se construyó en Montmartre desde 1876 hasta 1912 por suscripción pública como un gesto de expiación de los "crímenes de los comuneros", después de los acontecimientos de la Comuna, y para honrar a las víctimas francesas de la guerra franco-prusiana de 1871. Su cúpula blanca es un hito muy visible en la ciudad, y justo por debajo de los artistas todavía establecen sus caballetes cada día en medio de las mesas y sombrillas de colores de la Place du Tertre.
Al principio de su carrera política, el futuro estadista francés Georges Clemenceau (1841-1929) fue alcalde de Montmartre.

### Alcaldes de Montmartre
- Félix Desportes (1763-1849), primer alcalde de Montmartre, descansa en el cementerio parroquial, cerca de la iglesia parroquial de San Pedro de Montmartre
- Pierre Finot (1743-1816), teniente de alcalde de Montmartre, descansa junto a su esposa en el cementerio de la parroquia cerca de la iglesia de San Pedro de Montmartre
- Georges Clemenceau (1841-1929), alcalde de Montmartre (1870), periodista y político

### Hogar de artistas
A mediados del siglo XIX, artistas como Johan Jongkind y Camille Pissarro comenzaron a habitar Montmartre. Hacia finales del siglo, Montmartre y su contrapartida en la orilla izquierda, Montparnasse se convirtieron en los principales centros artísticos de París. Cerca del viejo molino junto a la cumbre se abrió un restaurante al aire libre, el Moulin de la Galette, donde se celebraban bailes.
Pablo Picasso, Amedeo Modigliani, y otros artistas pobres vivieron y trabajaron en una comuna, un edificio llamado el Bateau-Lavoir, entre 1904 y 1909.
Se formaron asociaciones artísticas como los Nabis y los Incohérents, y artistas como Vincent van Gogh, Pierre Brissaud, Alfred Jarry, Gen Paul, Jacques Villon, Raymond Duchamp-Villon, Henri Matisse, André Derain, Suzanne Valadon, Pierre-Auguste Renoir, Edgar Degas, Maurice Utrillo, Toulouse-Lautrec, Théophile Steinlen, al igual que luego «expatriados» afroamericanos como Langston Hughes trabajaron y crearon algunas de sus obras maestras allí.
Fue también hogar de compositores, como Erik Satie, pianista del cabaret Le Chat Noir. El último de los artistas bohemios de Montmartre fue Gen Paul (1895–1975), nacido en la rue Lepic y amigo de Maurice Utrillo, otro de los pocos famosos pintores que nacieron en el barrio. Las litografías caligráficas expresionistas de Paul, conmemorando el pintoresco Montmartre, le deben mucho a Raoul Dufy.

A partir de la Rue Lepic (Place Blanche) y la parte superior de la colina sagrada de Montmartre, está el apartamento de Gustave Aurier, el crítico que escribió un análisis extravagante de las obras de Vincent mientras él estaba vivo y que el ciprés Vincent dotado de uno de sus pinturas, pasando por el apartamento donde Vincent y Theo vivieron durante dos años tumultuosos, más allá de la casa cercana y el estudio de Toulouse-Lautrec (un amigo y compañero de bebida en algún momento de Vincent), pasando por el Moulin de la Galette (popularizada por el gran cuadro de Renoir de los domingos por la tarde que pasó bailando allí) que Vincent pintó asimismo tantas veces y tan arduamente, Vincent pasa por la casa de su excéntrico doctor (él aconseja a uno de sus pacientes sentarse en su doncella), más allá de Sacré-Coeur, más allá de la Place du Tertre ... parada en el Museo de Montmartre, que en diferentes momentos fue un estudio para Pierre-Auguste Renoir y otro buen amigo de Vincent Émile Bernard, que termina con dos puntos históricos y con encanto que siguen abiertos al público hoy: La Maison Rose (una cafetería vinculada a Picasso y Gertrude Stein) y Au Lapin Agile (un cabaret frecuentado por Gauguin que físicamente ha cambiado muy poco desde entonces). 
 Van Gogh camina por París

## El Montmartre contemporáneo

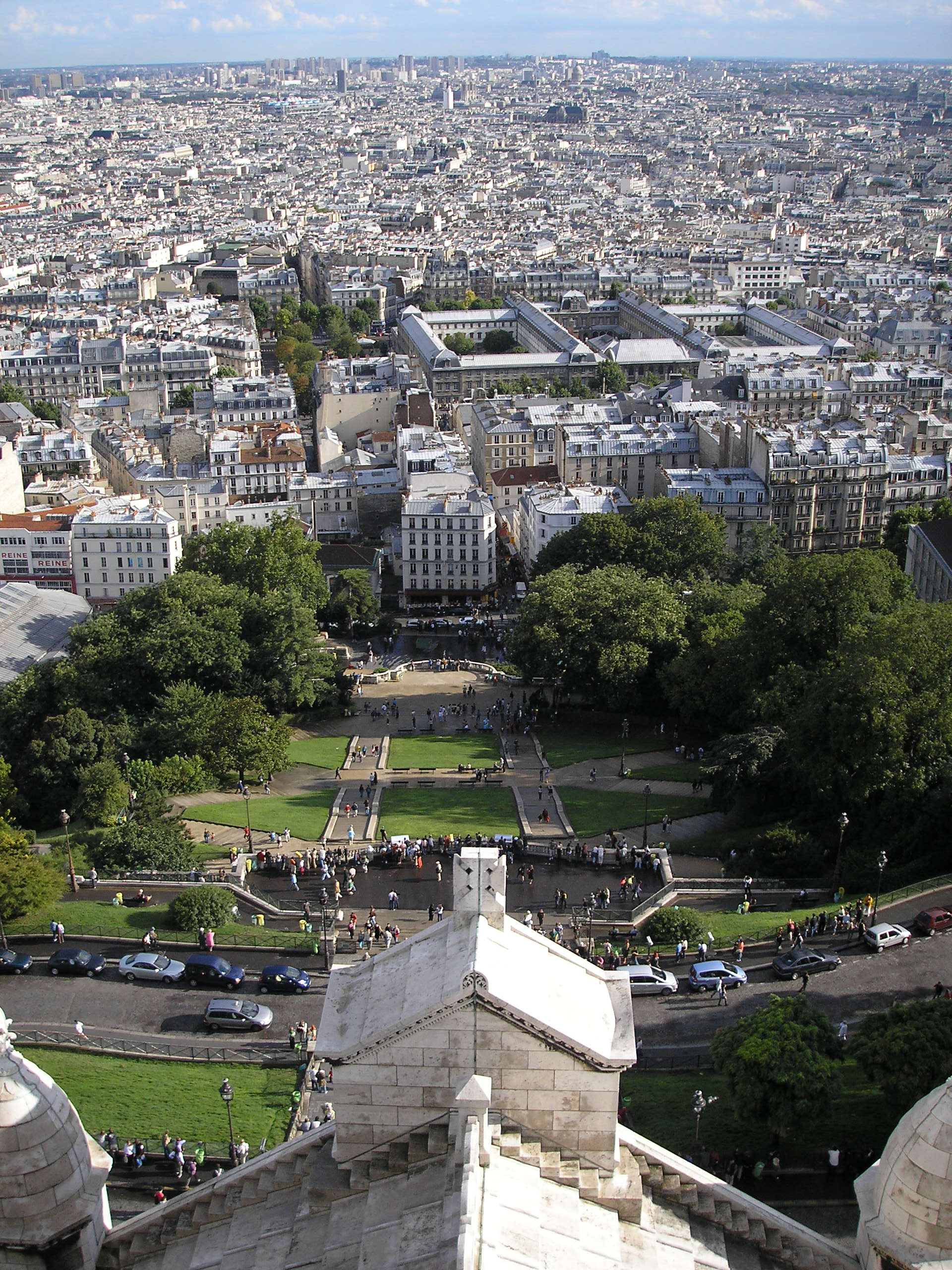
Vista desde la Basílica del Sacré Cœur.

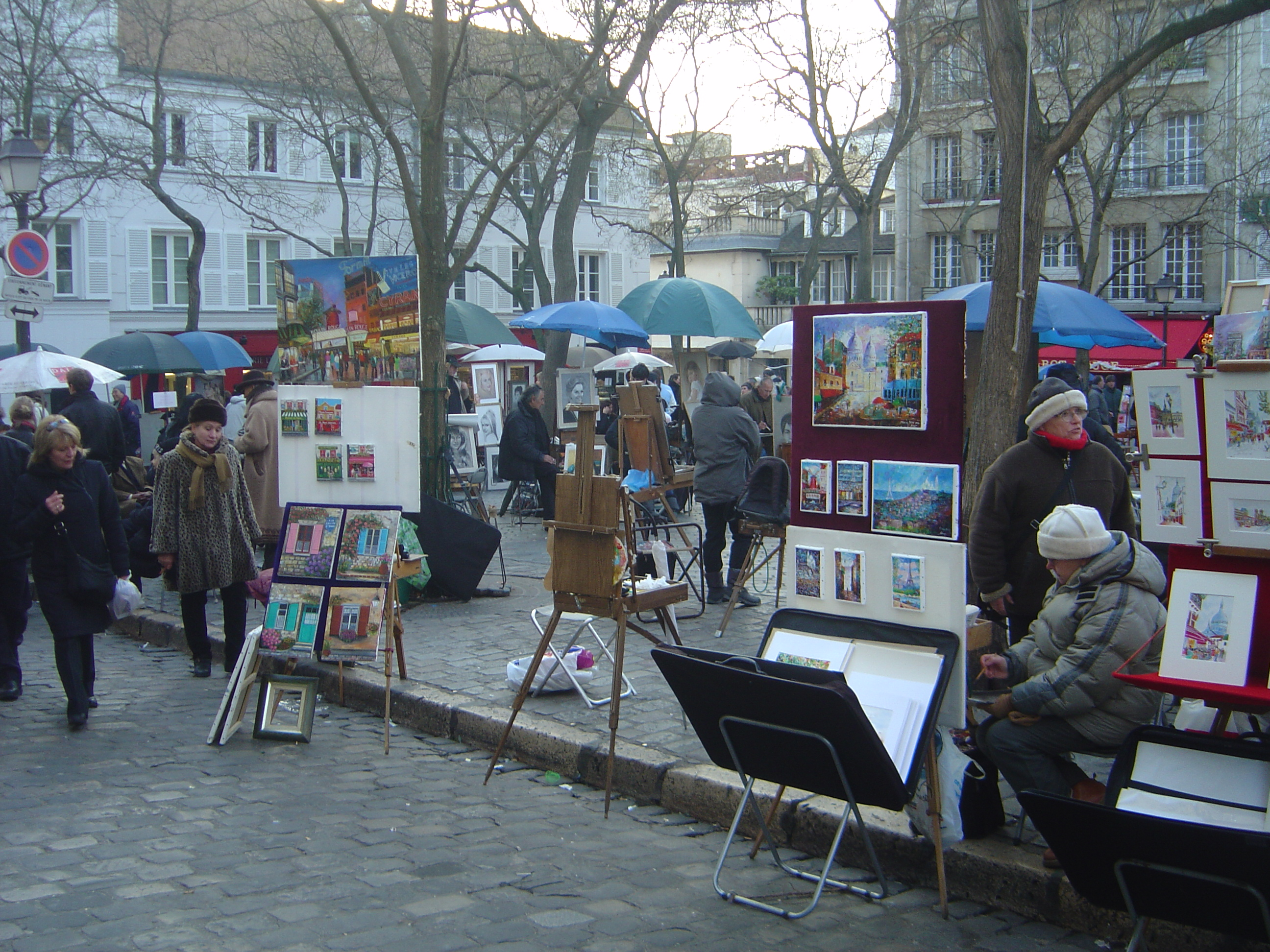
La Place du Tertre.

En La Bohème (1965), quizás la canción más conocida del cantautor Charles Aznavour, un pintor rememora sus años de juventud en un Montmartre que ha dejado de existir:

Je ne reconnais plus/Ni les murs, ni les rues/Qui ont vu ma jeunesse/En haut d'un escalier/Je cherche l'atelier/Dont plus rien ne subsiste/Dans son nouveau décor/Montmartre semble triste/Et les lilas sont morts («Ya no reconozco/ Ni los muros ni las calles/Que habían visto mi juventud/En lo alto de una escalera/Busco un taller/Del que nada sobrevive/Con su nueva decoración/Montmartre parece triste/Y las lilas están muertas»).
Charles Aznavour en su canción La Boheme

La canción es una despedida de lo que, según Aznavour, fueron los últimos días del barrio como lugar de actividad bohemia.
El museo de Montmartre se ubica en la casa donde el pintor Maurice Utrillo vivió, un estudio del segundo piso. La mansión principal en el jardín trasero es el hotel más antiguo del barrio. Uno de sus primeros propietarios fue Claude Roze, también conocido como Roze de Rosimond, quien la compró en 1680. Roze fue el actor que reemplazó a Molière y, al igual que su predecesor, murió en escena. La casa fue la primera residencia de Pierre-Auguste Renoir en Montmartre y muchos otros fueron viviendo en ella por el prestigio del primer inquilino.
Justo al final de la colina, se ubica el museo antes llamado Espace Dalí, donde se exhibe el trabajo del artista surrealista Salvador Dalí. En las cercanías se encuentran la Place du Tertre, donde los artistas realizan sus obras al aire libre, y el cabaret del Lapin Agile. Muchos renombrados artistas están enterrados en el Cementerio de Montmartre y el de Saint-Vincent.
La película Amélie está ambientada en el Montmartre contemporáneo.
Un tren funicular, el funicular de Montmartre, gestionado por la RATP, asciende por la colina desde el sur, mientras que el servicio de autobús la circunda.
Colina abajo, hacia el sudoeste, se encuentra la zona roja de Pigalle. Esa zona en la actualidad es mayormente conocida por la amplia variedad de sex shops y prostitutas. También alberga gran número de almacenes especializados en instrumentos de música rock, así como varias salas de conciertos utilizadas para la música rock.
En la rue Veron N.º 18 se encuentra el Hotel Clermont, donde residió Édith Piaf a los 14 años al separarse de su padre en 1929. Hizo su propio camino como cantante en la calle Pigalle, Ménilmontant, y los suburbios de París (véase la canción "Elle fréquentait la Rue Pigalle").Alrededor de los dieciséis años cuando se enamoró de un chico de los recados, Louis Dupont. Poco después tuvo su única hija, una niña llamada Marcelle, que murió a la edad de dos años de meningitis. En este hotel son frecuentes las presentaciones de grupos de rock por las noches.
El barrio está declarado oficialmente distrito histórico.

## Lugares interesantes
La butte Montmartre también permite asistir a:

### Iglesias
- Basílica del Sacre Coeur de Montmartre
- Iglesia de Saint Pierre, al lado del Sagrado Corazón y topando en la rue Veron, la iglesia Saint Pierre es un resumen de la historia de Montmartre. La iglesia fue consagrada en 1147 y formaba parte de la Abadía de Mujeres de Montmartre. Las Abadesas procedían de grandes familias aristocráticas y sus relaciones aseguraron la prosperidad de la Abadía durante varios siglos. Todo acabó con la revolución de 1789: la última abadesa fue guillotinada, el tesoro desapareció y todos los edificios fueron derribados menos la iglesia.

### Museos
- El Espace Dali, museo dedicado a las obras del artista surrealista,
- La casa de Dalida, rue d'Orchampt y la place Dalida,

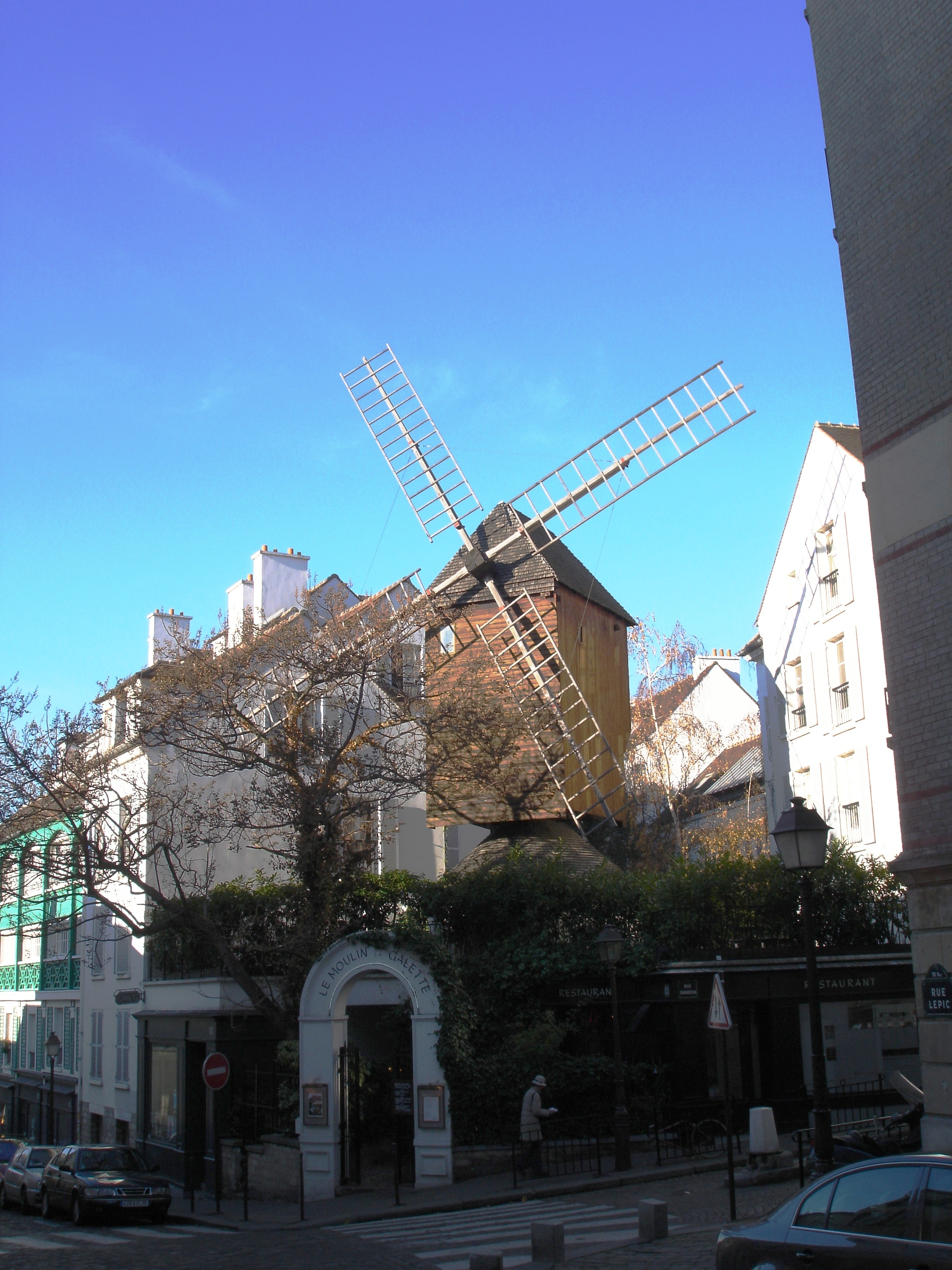
Moulin de la Galette.

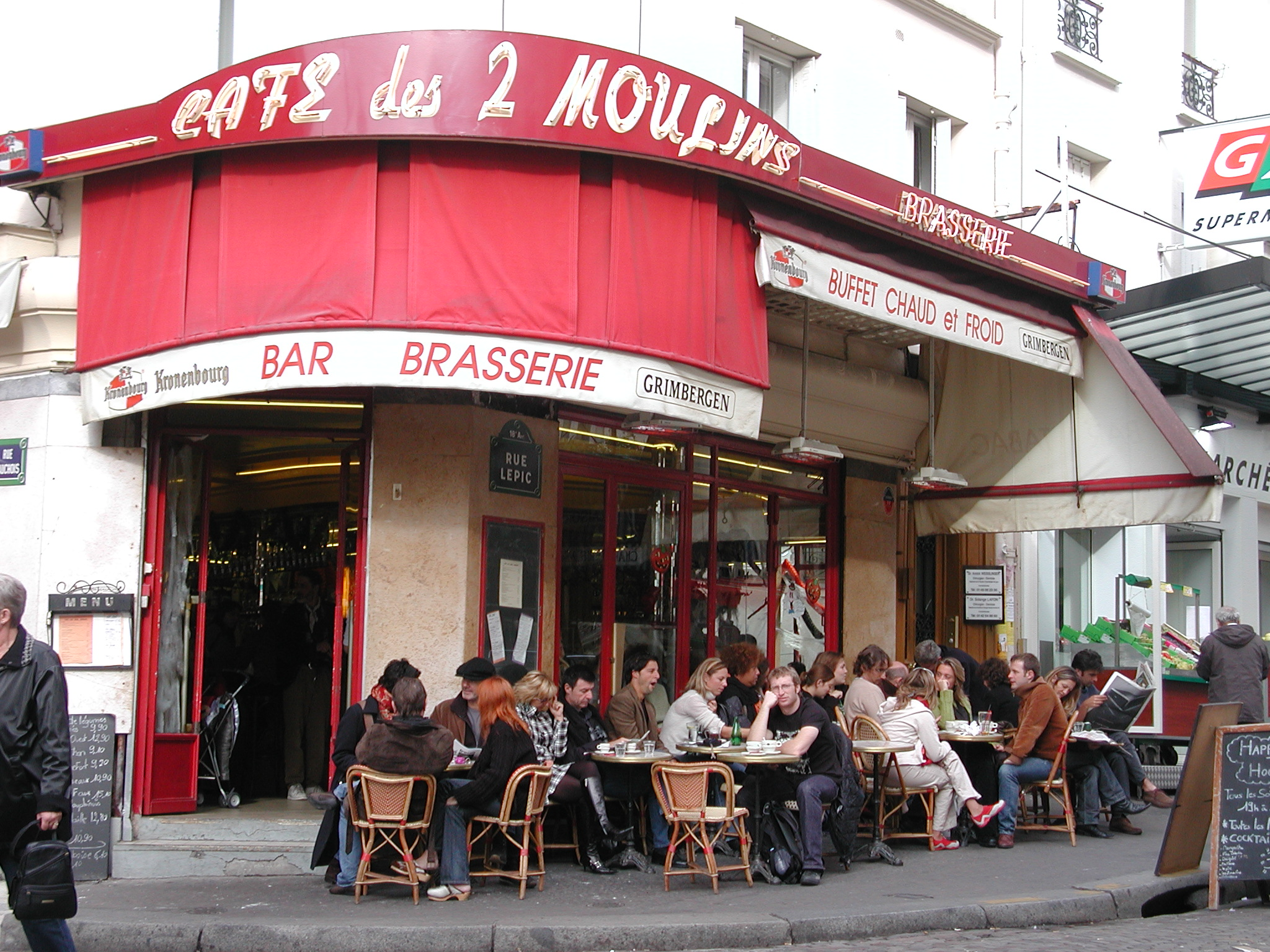
Café Les Deux Moulins.

- La casa de Erik Satie
- El Museo de Montmartre

### Salas de espectáculos
- El Theatre des Abbesses, Segunda Sala de Teatro de la Ciudad, dedicado a la danza y la música,
- El Théâtre de la Manufacture des Abbesses, lugar de descubrimiento y de acogida de teatro contemporáneo,
- los salones del Boulevard Rochechouart La Cigale, el Elysee-Montmartre, Le Trianon, Boule Noire, inspirado cabarets del siglo XIX.
- El Moulin Rouge al sur,
- Los cabarets Le Chat Noir y el Lapin Agile frecuentados por numerosos artistas franceses en los inicios del siglo XX
- El Moulin de la Galette
- Cabaret Patachou, el cabaret más famoso de París en los años 1950-1960, que comenzó cuando Georges Brassens y Édith Piaf cantaron por última vez en público. Actualmente Galería Roussard y el Centro para el Estudio de los Pintores de Montmartre.
- Cabarets de la Place Pigalle
- La Place Pigalle en el Sur.

### Varios
- La Place du Tertre, donde se puede ver a muchos pintores pintar por diversión (y dinero de turistas).
- El Marché Saint-Pierre (mercado Saint-Pierre), el barrio donde vendedores de tejidos en Sur-Oeste mercadean sus obras.
- Barrios con una gran población de inmigrantes desde finales del siglo XX, como Barbès (a los de África del Norte) al sureste y Château Rouge (a los deL África negra) al este,
- El Cementerio de Montmartre
- La famosa Rue Lepic con el café Les Deux Moulins que se hizo famosa en todo el mundo por la película El fabuloso destino de Amelie Poulain,
- Rue Saint-Vincent, la vigne de Montmartre, los viñedos más famosos de París (hay otros, especialmente en el Parc Georges Brassens en el XV Distrito de París). Su vino se vende bastante caro y la ganancia se utiliza para apoyar a las instituciones sociales. Se trata de hermosos edificios de finales del siglo XX,
- El funicular de Montmartre, con el que puede subir la colina, sin fatiga,
- La place Émile-Goudeau, en el Bateau-Lavoir donde se es recibido por los grandes pintores.
- La estatua de Chevalier de la Barre, víctima de la intolerancia.
- El Festival de la Cosecha de Montmartre, que reúne a más de 350.000 personas, el primer fin de semana de octubre de cada año
- La Bonne Franquette
- Place Blanche donde se encuentra el Moulin Rouge

## Personalidades relacionadas con el lugar

### Nacidas en Montmartre
- Marcel Carné, director
- Jean-Pierre Cassel, actor
- Charles Friant, cantante de opereta
- Jean-Paul Friederichs, general y barón del Imperio
- Jean Gabin, actor
- André Malraux, escritor y ministro
- Jean Renoir, director de cine
- Maurice Utrillo, pintor

### Personas famosas que vivieron en Montmartre

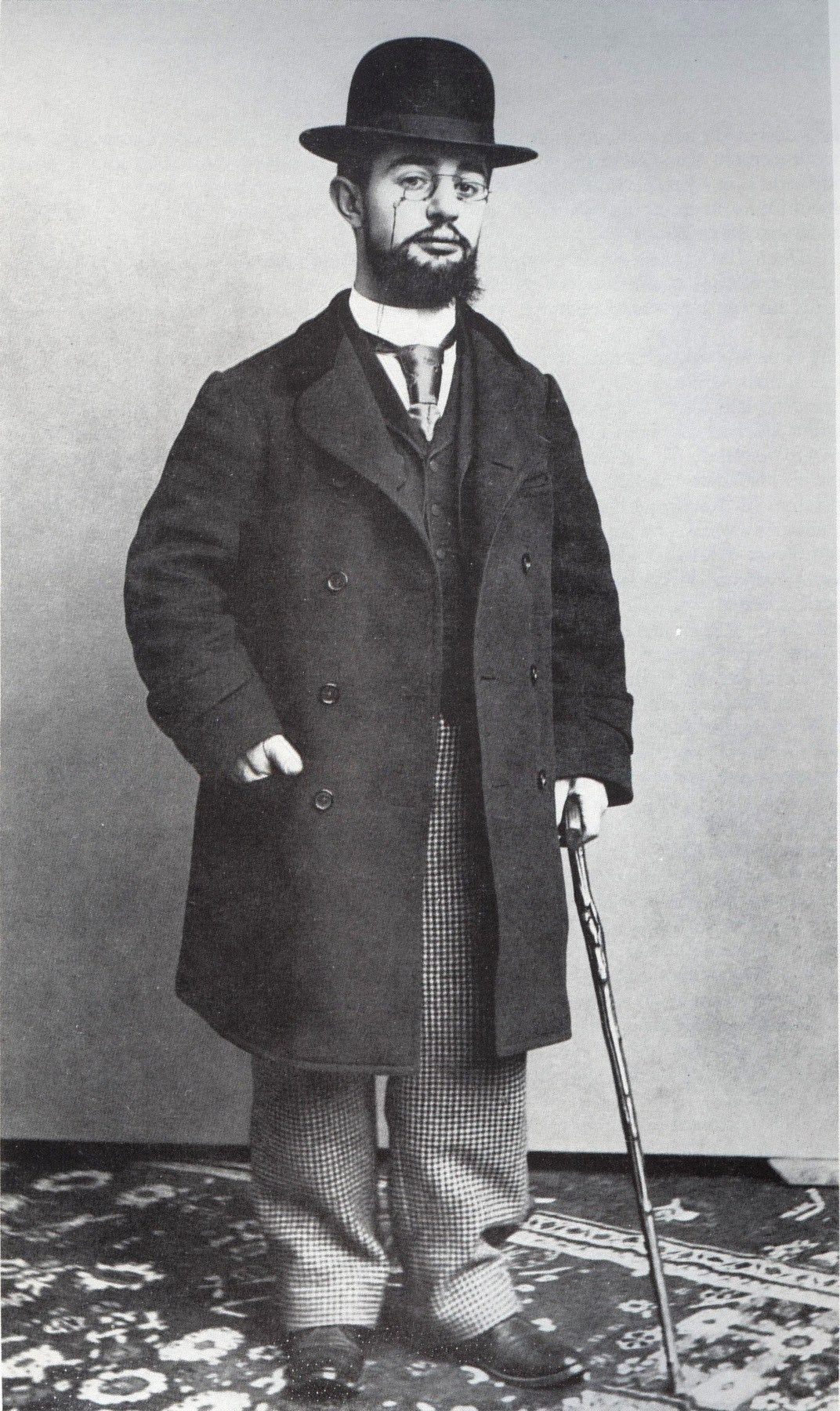
Henri de Toulouse-Lautrec.

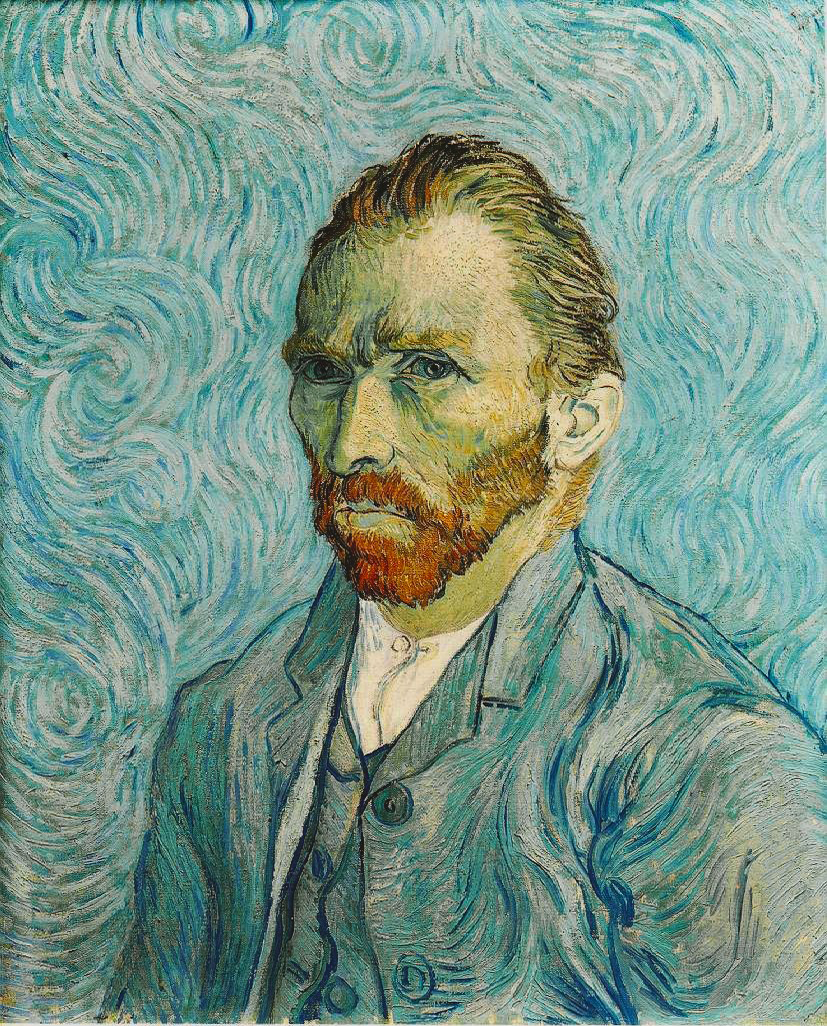
Vincent Van Gogh.

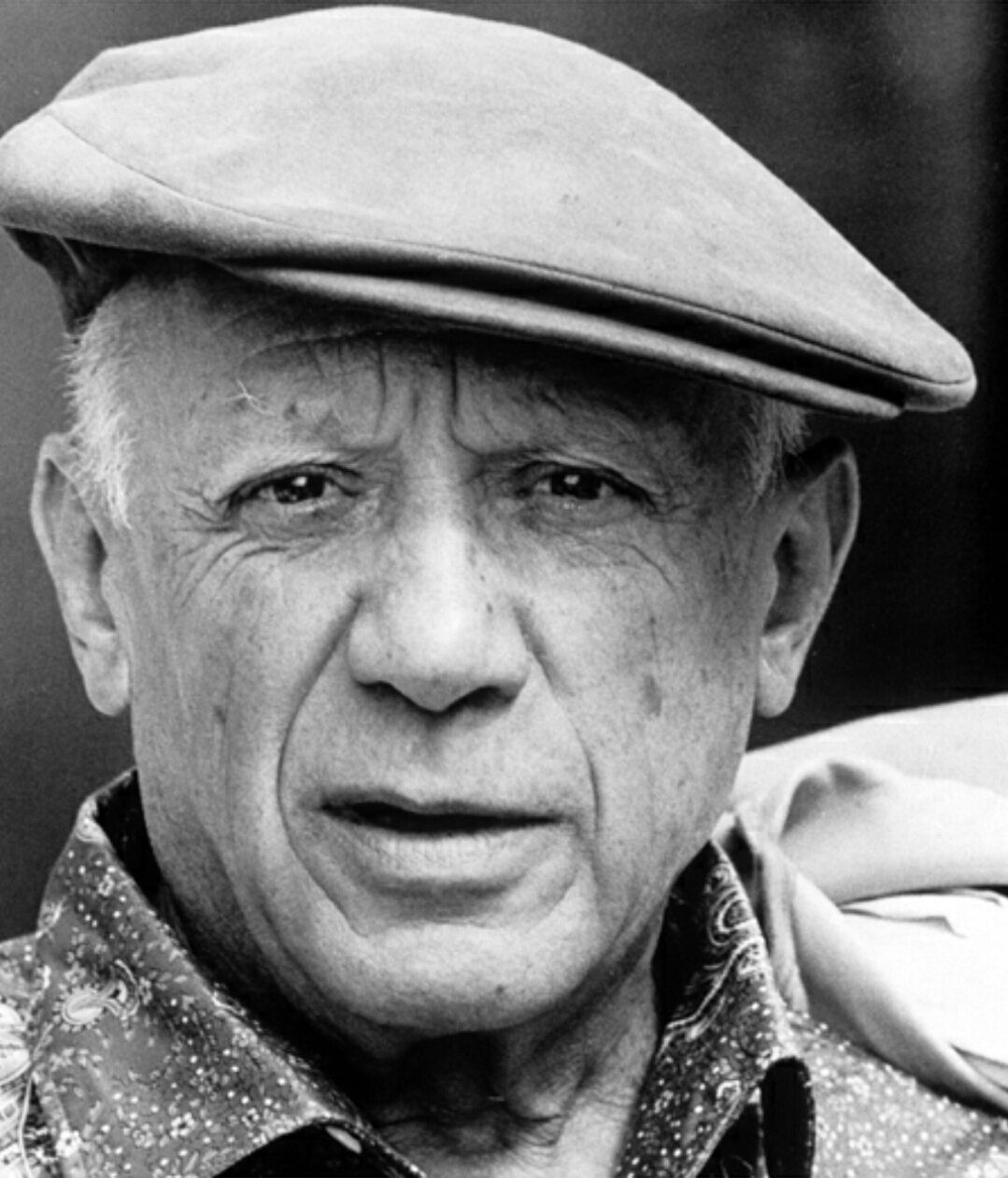
Pablo Picasso.

- Aristide Bruant, dueño del Cabaret Le Chat Noir, y amigo de Henri de Toulouse-Lautrec.
- Marcel Aymé (1902-1967), escritor.
- Richard Berry, comediante, actor y director
- Bierge Roland (1922-1991), pintor. 70, rue du Ruisseau.
- Georges Braque, pintor, escultor.
- Louis-Ferdinand Céline, escritor.
- Georges Clemenceau, el alcalde efímero de Montmartre en 1870/1871.
- Dalida (1933-1987), cantante y actriz. Vivió en la calle Orchampt.
- Dominique Field, fabricante de guitarras clásicas.
- Édith Piaf, en 18 Rue Veron.
- Jane Avril (1868–1943) nacida Jeanne Beaudon, fue una bailarina de cancán del Moulin Rouge.
- Lucien Genin, pintor.
- La Goulue (1866-1929), bailarina. Moulin Rouge.
- Max Jacob, poeta, novelista, ensayista, autor de cartas y pintor francés.
- Jean-Pierre Jeunet, director. Vivió en la Rue Lepic.
- Pierre Mac Orlan (1882-1970), escritor.
- Jean Marais (1913-1998), actor y escultor
- Georges Michel, conocido como Michel de Montmartre, primer pintor de Montmartre.
- Lucía D'Ardaillon Vivió en 18 rue Véron
- Marcelle Lender (1862-1926) fue una cantante, bailarina y actriz francesa, se hizo famosa en los cuadros de Toulouse-Lautrec.
- Michou, artista, director de cabaret.
- Monique Morelli cantante.
- Claude Nougaro, cantante.
- Gen Paul, pintor.
- Pablo Picasso (1881-1973), pintor.
- Henri-Paul Royer, pintor.
- Fontenay-Saint-Afrique, pintor.
- Erik Satie, compositor y pianista.
- Henri de Toulouse-Lautrec, pintor.
- Tristan Tzara, escritor.
- Maurice Utrillo, pintor.
- Suzanne Valadon, pintora.
- Vincent Van Gogh, pintor. Su hermano Theo en 54, rue Lepic.
- Boris Vian, escritor, poeta, letrista, cantante, músico de jazz.
- Adolphe Willette, pintor.
- Félix Ziem, pintor de la escuela de Barbizon.

## Discografía
- Paris chante Montmartre. PFM Records, 1994.